# Propterus
Propterus is een geslacht van uitgestorven straalvinnige beenvissen uit de Solnhofener kalksteen.
Het geslacht, 'voorvin', werd in 1834 benoemd door Louis Agassiz.
Soorten zijn Propterus microstomus, Propterus serratus Agassiz 1843 en Propterus elongatus Wagner 1863.